# Dactylopterus volitans
Dactylopterus volitans là một loài cá biển trong họ Dactylopteridae. Loài cá này sinh sống ở các vùng biển ôn đới ấm đến nhiệt đới ở cả hai bờ của Đại Tây Dương. Về phía châu Mỹ, loài cá này được tìm thấy xa tận về phía bắc Massachusetts (ngoại lệ có thể xa tới tận Canada) và phía nam tới Argentina, bao gồm cả vùng biển Caribe và vịnh Mexico. Ở phía châu Âu và châu Phi, loài này có phạm vi phân bố trong khoảng từ eo biển Anh đến Angola, bao gồm cả vùng biển Địa Trung Hải. Độ sâu sinh sống 1–100 m (3,3–328,1 ft). Tên gọi thông thường trong tiếng Anh là Flying gurnard, tạm gọi là cá chuồn đất Đại Tây Dương.
Các loài cá tương tự và có quan hệ họ hàng đến từ chi Dactyloptena được tìm thấy ở Ấn Độ Dương và Thái Bình Dương.
Loài cá này có màu sắc biến đổi, hoặc là ánh nâu hoặc là ánh lục với các vệt màu ánh đỏ hay vàng. Khi bị kích động, chúng xòe "đôi cánh" gần như trong suốt, với màu xanh lam tươi lân quang ở rìa. Chúng được thiết kế để xua đuổi kẻ săn mồi, không giúp chúng bay lượn trong không khí cũng như các vây của cá chuồn. Loại cá này cũng có đôi mắt lớn. Chúng đạt đến chiều dài đến 50 cm (20 in) và trọng lượng đến 1,8 kg (4,0 lb)..